# Petesioides yunquense
Petesioides yunquense là một loài thực vật có hoa trong họ Anh thảo. Loài này được (Urb.) Britton miêu tả khoa học đầu tiên năm 1925.